# Kloster Munkeliv

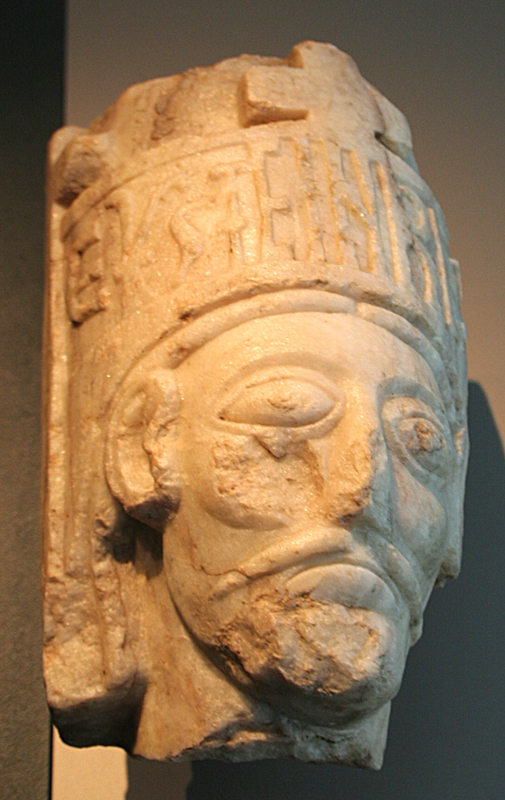
Øystein Magnusson: Romanische Marmorbüste aus der Kirche des ehemaligen Klosters Munkeliv

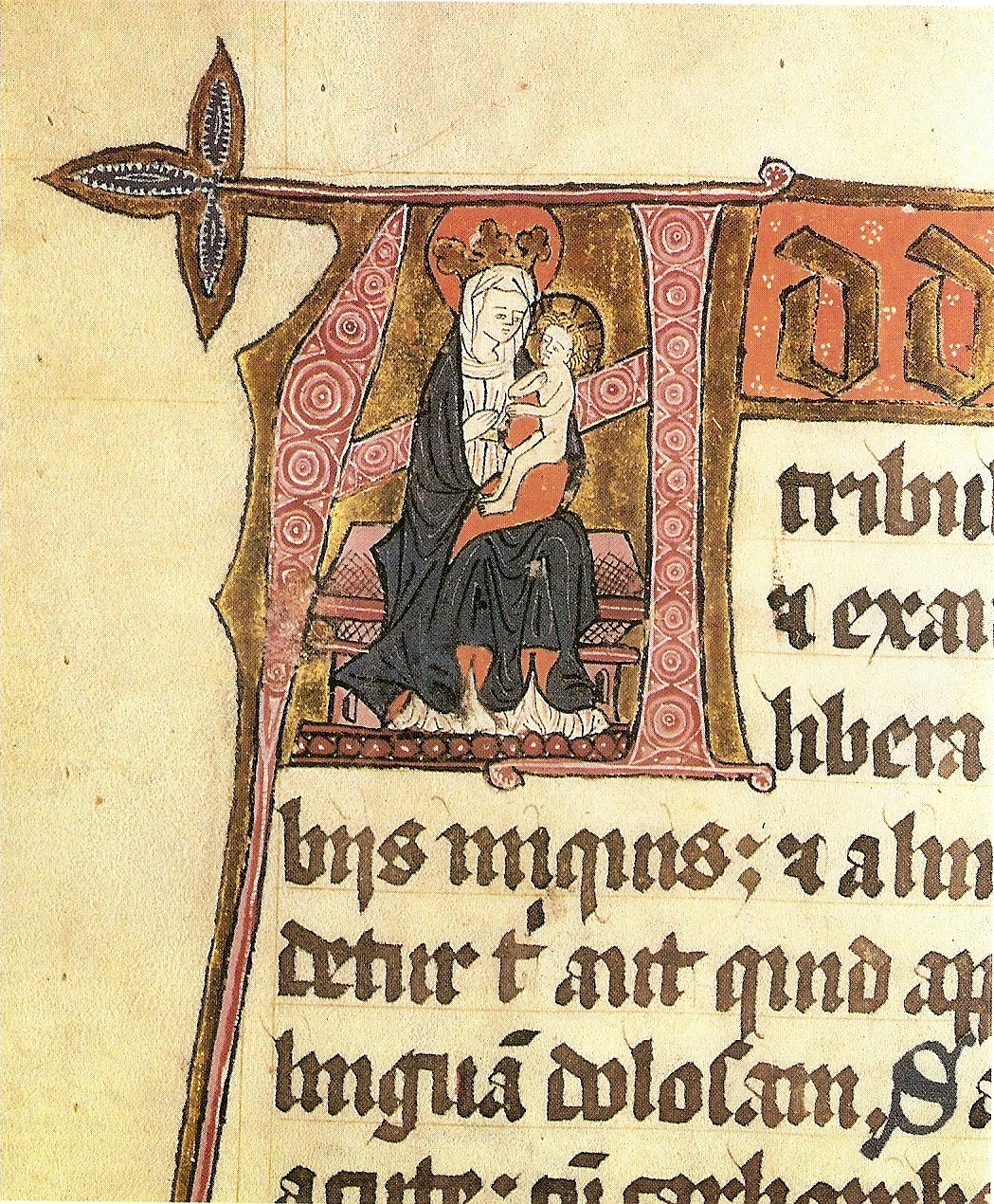
Birgitta Sigfusdatter: Die Jungfrau mit dem Kind (Buchmalerei, ca. 1450)

Das Kloster Munkeliv war ein bedeutendes mittelalterliches Kloster in Bergen (Norwegen). Es wurde im Zuge der Reformation zugunsten der dänischen Krone eingezogen. Gebäudereste des ehemaligen Klosters sind heute nicht mehr sichtbar.

## Geschichte des Benediktiner-Klosters
Das Kloster Munkeliv wurde um 1110 von König Øystein Magnusson im Zuge seines Ausbaus der Stadt Bergen als Benediktinerkloster gegründet und dem Erzengel Michael geweiht. Es entwickelte sich mit der prosperierenden Stadt Bergen zu einem der bedeutendsten Klöster in Norwegen. Einen Einschnitt brachte die große Pest von 1349 und die damit einhergehende Depression in Norwegen. Zum Ende des 14. Jahrhunderts wurden die Gebäude des Klosters bei dem Angriff der Rostocker und Wismarer Vitalienbrüder am 22. April 1393 zerstört. Die gute Finanzausstattung des Klosters machte den Benediktinern den Wiederaufbau möglich.

## Birgittenkloster
Zum Ende des ersten Viertels des 15. Jahrhunderts ging das Kloster mit dem Segen des Vatikans vom Orden der Benediktiner auf den sich vom Hauptkloster in Vadstena rasch ausbreitenden jungen Birgittenorden über, den Birgitta von Schweden um 1350 gestiftet hatte und der 1370 von Papst Urban V. anerkannt worden war. Als Birgittenkloster war Kloster Munkeliv ein Doppelkloster für Mönche und Nonnen. Im Orden stand das Kloster bald von der Bedeutung und dem Ansehen her in erster Reihe neben den angesehenen Klöstern Mariendal bei Reval in Estland, Kloster Marienwohlde bei Mölln nahe Lübeck und dem Kloster Mariakron in Stralsund.
1455 wurden die Gebäude des Klosters Munkeliv erneut schwer durch Feuer beschädigt, als die Kaufleute der Hanse den dänischen Statthalter Olav Nilsson, den Kommandanten der Festung Bergenhus, verfolgten. Dieser hatte im Kloster Zuflucht gesucht, so dass es zum Angriff der Deutschen Kaufleute auf das Kloster kam. Mönche und Nonnen des Klosters wurden in das Kloster Hovedøya bei Oslo umgesiedelt. Der Wiederaufbau des Klosters Munkeliv erfolgte zunächst durch Zisterzienser und erst 1480 wurde das Kloster wieder von Birgitten übernommen, die nun bis zur Reformation blieben. Um 1496 beklagten sich der Vogt und der Stadtrat von Bergen brieflich beim Mutterhaus in Vadstena über die Lebensführung der Angehörigen des Klosters Munkeliv. Die Nonnen unterhielten ein eigenes Haus in der Nähe der Deutschen Brücke in der Nähe der Häuser der friller, der Konkubinen der deutschen Kaufleute. Aber auch der Lebenswandel der Mönche des Klosters galt als unchristlich. 1523 kam im Auftrage von König Frederik I. Vincens Lunge nach Bergen, um zunächst die Anhänger des abgesetzten Königs Christian II. aus dem Besitz der Festung Bergenhus zu drängen. Die mit ihm verbündeten Lübecker und Angehörigen des Hansekontors in Bergen stürmten jedoch nicht mit ihm gemeinsam Bergenhus, sondern machten einen Ausfall auf den norwegischen Teil der Stadt Bergen. Fortgesetzte Unruhen in Bergen waren die Folge und im Zuge der Reformation wurde das Kloster weitgehend zugunsten der Krone vereinnahmt, während Lunge vom König das Kloster Nonneseter zugesprochen bekam. Die Gebäude von Munkeliv wurden zum Teil vom Bischof von Bergen als Residenz bezogen und die Klosterkirche zur Domkirche erhoben. 1536 brannte die ganze Anlage wieder ab und wurde erst im 19. Jahrhundert erneut anderweitig überbaut. Auch die Domkirche wurde erneut verlegt: 1537 wurde die Kirche des Franziskanerklosters  zur Domkirche St. Olav.

## Nachwirken
Die romanische Büste des Gründers Øystein Magnusson aus der ehemaligen Klosterkirche befindet sich im Bergen Museum. Sie wurde 1860 durch den norwegischen Archäologen Nicolay Nicolaysen bei Ausgrabungsarbeiten auf dem Gelände der ehemaligen Kirche entdeckt. Hans-Emil Lidén schreibt der Marmorbüste und der übrigen Bauplastik unter Hinweis auf ähnliche Arbeiten in Speyer Einflüsse einer lombardischen Bildhauerschule zu. Sie gilt als das älteste Porträt eines Norwegers.
Auch von den Birgitten gibt es nachgelassene Zeugnisse hoher Kultur. In der Bibliothek des Metropolitankapitels auf der Prager Burg befindet sich mit dem Kalendarium Munkalivense, auch Psalterium Birgittae genannt, eine Handschrift, deren Buchmalereien um 1450 von der Nonne Birgitta Sigfusdatter im Kloster Munkeliv hergestellt wurden. Nach dem Urteil des schwedischen Reichsbibliothekars Collijn handelt es sich um eine der „schönsten Handschriften, die im 15. Jahrhundert in Skandinavien entstanden sind“. Weitere Handschriften aus dem Kloster Munkeliv verwahrt die Dänische Königliche Bibliothek. Das Kloster Munkeliv gilt hinsichtlich der Geschichtsquellen als außergewöhnlich gut dokumentiert.